# Episodi di Law & Order - Unità vittime speciali (undicesima stagione)

Il cast principale durante l'undicesima stagione:
Stephanie March (Alexandra Cabot), B. D. Wong (Dott. George Huang), Tamara Tunie (Melinda Warner), Christopher Meloni (Det. Elliot Stabler), Mariska Hargitay (Det. Olivia Benson), Dann Florek (Cap. Donald Cragen), Richard Belzer (Det. John Munch) e Ice-T (Det. Odafin Tutuola).

L'undicesima stagione della serie televisiva Law & Order - Unità vittime speciali, composta da 24 episodi, è stata trasmessa in prima visione negli USA dalla NBC dal 23 settembre 2009 al 19 maggio 2010.
In Italia è stata trasmessa in prima visione su Joi dal 30 marzo al 27 luglio 2010. In chiaro da Rete 4 dal 6 agosto 2011 con due episodi a settimana.
| nº | Titolo originale | Titolo italiano             | Prima TV USA      | Prima TV Italia |
| -- | ---------------- | --------------------------- | ----------------- | --------------- |
| 1  | Unstable         | Instabile                   | 23 settembre 2009 | 30 marzo 2010   |
| 2  | Sugar            | Zucchero                    | 30 settembre 2009 | 30 marzo 2010   |
| 3  | Solitary         | Solitudine                  | 7 ottobre 2009    | 6 aprile 2010   |
| 4  | Hammered         | Amnesia                     | 14 ottobre 2009   | 6 aprile 2010   |
| 5  | Hardwired        | Notti da incubo             | 21 ottobre 2009   | 13 aprile 2010  |
| 6  | Spooked          | Spiati                      | 28 ottobre 2009   | 13 aprile 2010  |
| 7  | Users            | Terapie particolari         | 4 novembre 2009   | 20 aprile 2010  |
| 8  | Turmoil          | Stato di estrema agitazione | 11 novembre 2009  | 20 aprile 2010  |
| 9  | Perverted        | Perversioni                 | 18 novembre 2009  | 27 aprile 2010  |
| 10 | Anchor           | Razzismo                    | 9 dicembre 2009   | 27 aprile 2010  |
| 11 | Quickie          | Contagio                    | 6 gennaio 2010    | 4 maggio 2010   |
| 12 | Shadow           | Ombra                       | 13 gennaio 2010   | 4 maggio 2010   |
| 13 | P.C.             | Il tatuaggio                | 3 marzo 2010      | 11 maggio 2010  |
| 14 | Savior           | Il salvatore                | 3 marzo 2010      | 11 maggio 2010  |
| 15 | Confidential     | Riservatezza                | 10 marzo 2010     | 18 maggio 2010  |
| 16 | Witness          | Testimone                   | 17 marzo 2010     | 18 maggio 2010  |
| 17 | Disabled         | Disabile                    | 24 marzo 2010     | 25 maggio 2010  |
| 18 | Bedtime          | Buonanotte                  | 31 marzo 2010     | 7 giugno 2010   |
| 19 | Conned           | Plagiato                    | 7 aprile 2010     | 8 giugno 2010   |
| 20 | Beef             | Carne da macello            | 21 aprile 2010    | 15 giugno 2010  |
| 21 | Torch            | Incendio                    | 28 aprile 2010    | 22 giugno 2010  |
| 22 | Ace              | Mercanti di bambini         | 5 maggio 2010     | 13 luglio 2010  |
| 23 | Wannabe          | L'aspirante                 | 12 maggio 2010    | 20 luglio 2010  |
| 24 | Shattered        | Figlio conteso              | 19 maggio 2010    | 27 luglio 2010  |

## Instabile
- Titolo originale: Unstable
- Diretto da: Arthur W. Forney
- Scritto da: Judith McCreary

### Trama
Il detective Nate Kendall del 24º distretto del NYPD aiuta una donna in difficoltà e viene costretto a intervenire in un caso di stupro. A quel punto viene coinvolta l'Unità vittime speciali e Kendall collabora con loro. Mentre i detective Elliot Stabler e Olivia Benson credono però che Kendall non sia adatto al caso a causa della sua personalità instabile. Intanto la vice procuratrice distrettuale esecutiva Sonya Paxton sostituisce temporaneamente Alexandra Cabot e si unisce alla squadra, portando prove di un filo comune tra altri tre casi di stupro. Lo stesso Stabler era stato già coinvolto nel 1998, undici anni prima, in un caso che ora risulta collegato con quelli odierno, instillando dei dubbi sulla persona incriminata e che ora sta scontando la pena. Mentre Mark Foster, il sospetto, dovrebbe essere in custodia cautelare, però, la situazione si complica, e viene ritrovata una nuova vittima minorenne, stuprata ed uccisa. Paxton rivela che è da pochissimo uscito di prigione grazie al pagamento della cauzione, ed è ovviamente il maggior indiziato. Con l'aiuto di Paxton, la squadra potrebbe smascherare uno stupratore seriale e scagionare un innocente che sta da oltre dieci anni in carcere. 
- Guest star: Christine Lahti (Vice procuratrice distrettuale Sonya Paxton), Wentworth Miller (Detective Nate Kendall), Mahershala Ali (Mark Foster), Geneva Carr (Katie Harris).

## Zucchero
- Titolo originale: Sugar
- Diretto da: Peter Leto
- Scritto da: Daniel Truly

### Trama
In una galleria ferroviaria viene ritrovato il cadavere di una ragazza all'interno di una valigia. Complesse indagini che passano per una caccia al tesoro organizzata da un sito web, di cui un filmato diventa prova fondamentale, portano al treno 173, da cui si vede gettare proprio quella valigia. La polizia ritiene che Emily Keefe, la vittima, fosse quindi un passeggero del treno, diretto a Tampa in Florida, quando è stata uccisa. I detective Benson e Stabler sospettano di Owen Cassidy, il fidanzato finanziere di Keefe. Tuttavia, Cassidy afferma che si trovava sulla sua barca al momento dell'omicidio. Perquisendo la barca il detective Tutuola scopre ben 12 chili di nascosti a bordo. Dopo ulteriori ricerche, gli investigatori scoprono che Keefe era iscritta a Saporedizucchero.com, un sito di incontri online gestito dalla società Ad-Vance United. Ma quando il CEO del sito di incontri, Vance Shepard, si rifiuta di commentare il caso, e fornire i dati personali degli utenti, gli investigatori si rivolgono alla viceprocuratrice distrettuale Sonya Paxton per chiedere aiuto ed ottenere un mandato, ma i diritti della privacy potrebbero essere un ostacolo. La nuova addetta al laboratorio informatico della Crime Scene Unit, Anu Nayyar, che ha sostituito il defunto Ryan O'Halloran, riesce comunque a trovare i giusti collegamenti, facendo venir fuori che il contatto ricercato è proprio Vance Shepard. 
- Guest star: Christine Lahti (Viceprocuratrice distrettuale Sonya Paxton), Matt Burns (Owen Cassidy), Eric McCormack (Vance Shepard), Melissa Farman (Chantel Shepard), Saila Rao (Tecnico C.S.U. Anu Nayyar).

## Solitudine
- Titolo originale: Solitary
- Diretto da: Helen Shaver
- Scritto da: Amanda Green

### Trama
Quando viene denunciata la scomparsa di Lily Milton, il suo ragazzo, Parker Hubbard, indirizza i detective Benson e Stabler da Callum Donovan, il vicino di casa di Lily. La squadra teme che la ragazza sia stata rapita e, forse, già uccisa. L'uomo sospettato ha un passato da rapinatore di banche, condannato, che ha trascorso diciannove anni in isolamento, ma si dichiara innocente ed estraneo ai fatti. Durante le indagini sull'alibi di Donovan, Lily viene trovata viva, ed anzi pare non sia mai stata rapita ne gettata nel fiume, come invece racconta. Mentre Stabler si reca da Donovan per scusarsi, viene a sorpresa aggredito da quest'ultimo, che lo fa cadere da un tetto, e pare nascondere qualcosa. Stabler se la cava, ma quando Donovan viene arrestato per l'aggressione finisce per scontrarsi con Paxton, che gli rimprovera i modi troppo borderline per un poliziotto. Stabler decide di provare a vivere tre giorni come ha vissuto il suo aggressore. Il periodo di detenzione di Donovan, tenuto in cella di isolamento dal 1993 al 2007 nella cella 66 del penitenziario di Sing Sing, fa venire fuori nuove informazioni, aggiungendo una svolta sorprendente al caso e svelando qualcosa di più dell'oscuro passato di Donovan.
- Guest star: Stephen Rea (Callum Donovan), Deborah Ann Woll (Lily Milton), Christine Lahti (Viceprocuratrice distrettuale Sonya Paxton), Joanna Merlin (Giudice Lena Petrovsky).
- Citazioni: "era ora che venissero fuori i panni sporchi del sistema detentivo!" (Detective Munch).
- Nota: le scene di detenzione di Stabler e Donovan sono state realmente girate nel carcere di Sing Sing.

## Amnesia
- Titolo originale: Hammered
- Diretto da: Peter Leto
- Scritto da: Dawn DeNoon

### Trama
Dopo una notte di bevute, Dalton Rindell si sveglia nudo nel letto di casa sua, con un terribile taglio in testa e accanto al corpo di una donna deceduta, uccisa a colpi di martello. Incapace di ricordare la notte prima, Rindell chiama immediatamente la polizia. I detective Benson e Stabler sospettano che il crimine sia il risultato di un triangolo amoroso mortale; tuttavia Rindell non riconosce la vittima. Dopo aver interrogato Rindell, la famiglia e gli amici della vittima, Benson e Stabler ricevono indizi in diverse direzioni. Incerti su quale pista seguire, i due investigatori decidono di tornare al bar dove è iniziata la notte per mettere insieme le basi della macabra verità. Una delle piste, fa emergere il fatto che Dalton sia stato vittima di una forte amnesia dovuta all'abuso di alcol. Durante il processo succede un fatto insolito, che coinvolge anche il procuratore Sonya Paxton, legato al problema comune della dipendenza da alcol.
- Guest star: Scott Foley (Dalton Rindell), Christine Lahti (Vice procuratore Sonya Paxton), Amir Arison (Dr. Manning), Saila Rao (Tecnico C.S.U. Anu Nayyar).
- Nota: Sonya Paxton, in seguito ai fatti accaduti in tribunale inizia un periodo di riabilitazione.

## Notti da incubo
- Titolo originale: Hardwired
- Diretto da: David Platt
- Scritto da: Mick Betancourt

### Trama
La madre di un bambino ne aggredisce un'altra per strada, accusandola di molestie. Dopo che Eva Banks fa una scoperta scioccante su suo figlio Corey, lo ha infatti portato dal dottore solo per scoprire che è stato vittima di abusi sessuali. Gli investigatori Benson e Stabler entrano in scena, interrogando la vittima e la sua famiglia. I sospetti iniziali su un allenatore sportivo cadono, quando egli confessa di essere stato un pedofilo a Baltimora, ma che nel 1998 si è trasferito a New York e ha cambiato vita. in una visita a casa della vittima viene però fuori la verità. Dalla reazione spaventata del ragazzo quando il suo patrigno, Thomas Banks, mette a tacere le indagini, è chiaro a tutti nella stanza chi è il vero colpevole. L'Unità vittime speciali si scontra così con "Amore Speciale" un gruppo di pedofili dichiarati e fieri di esserlo, con a capo Kevin O'Donnell, che sostengono che ognuno è libero di andare a letto con chi vuole. La squadra organizza una finta cena sorvegliata dalle telecamere, in cui Banks si incontra con O'Donnell, per scambiarsi dei dati informatici di pedo pornografia, che sono prove per incastrarli. Nel processo viene presentata dalla difesa una testimone che ha avuto una relazione con l'uomo a soli 11 anni, ma che proclama il suo consenso durante la relazione. L'intervento di Eva Banks fa invece pendere la bilancia verso la colpevolezza. 
- Guest star: Jim True-Frost (Thomas Banks), Garret Dillahunt (Kevin O'Donnell), Rosie Perez (Eva Banks Santiago), Jeri Ryan (Avvocatessa Patrice LaRue), Stephanie March (Vice procuratore Alexandra Cabot).

## Spiati
- Titolo originale: Spooked
- Scritto da: Peter Leto
- Diretto da: Jonathan Greene

### Trama
Una coppia ispanica viene trovata morta all'interno di un camion, entrambi violentati e mutilati. Reggiseno e mutandine della ragazza vengono appesi in alto, come a voler sbandierare lo stupro. L'Unità vittime speciali indaga sul duplice omicidio, che sembra essere legato alla droga, come si intuisce da un tatuaggio, che raffigura La Santa Muerte con due misteriose iniziali. Infatti si scopre che si trattava di Carlos Martines e Ramona Rodriguez, che nella loro casa da poco affittata preparavano dosi di droga da rivendere. La ragazza aveva delle protesi al seno, asportate dall'assassino, che forse nascondevano eroina al loro interno. Nella casa Benson e Stabler incontrato il loro collega Dean Porter, che indaga sul traffico di droga, e decidono di collaborare, ognuno sul proprio fronte. Gli agenti finiscono sulle tracce di Manuel Rojas, un noto trafficante del Cartello, pedinandolo però egli si accorge che Benson è una poliziotta e la sequestra, ma Porter riesce a salvarla. Un informatore dell'FBI fornisce però una nuova pista, mentre Warner trova un terzo DNA femminile sul camion, che scagiona Rojas, conducendo Benson e Stabler verso un nuovo movente. Seguendo i nuovi sospetti finalmente escono fuori le protesi del seno con dentro la droga, ma le soprese non sono certo finite.
- Guest star: Vincent Spano (Agente dell'FBI Dean Porter), Juan Carlos Hernández (Tecnico telefonico Michael Garcia), Paola Mendoza (Agente della CIA Terri Banes).
- Nota: Nell'episodio si vede Mariska Hargitay parlare fluentemente spagnolo, la cosa corrisponde a verità, poiché l'attrice parla realmente cinque lingue.

## Stato di estrema agitazione
- Titolo originale: Turmoil
- Diretto da: David Platt
- Scritto da: Michael Angeli

### Trama
Stabler è combattuto tra due problemi legati a doppio filo. Un preoccupante caso di stupro di cui la vittima, la quindicenne Nikki Sherman, ha pubblicato delle foto in rete, si lega infatti alla situazione di suo figlio Richard, le cui azioni dell'amico Harold, tossicodipendente, potrebbero mettere in pericolo una vita ed il loro stesso futuro. Il presunto stupratore dice che il rapporto è stato consensuale, ma tutti nella squadra pensano che, visto che il fatto è successo in un lurido bagno pubblico, difficilmente sia possibile. Stabler svela ai suoi colleghi che il figlio ha visto le foto di Nikki in rete, ma intanto Richard ed il suo amico, scompaiono, non solo questo complica la situazione, ma il caso rischia di essere compromesso. Cabot è coinvolta nelle indagini, e incontra fuori dall'aula l'avvocatessa Sonya Paxton, ancora in fase di terapia per l'intossicazione da alcol, che le da alcuni consigli sulla condotta che sta tenendo.
Guest star: Christine Lahti (Avvocatessa Sonya Paxton), Isabel Gillies (Kathy Stabler), Jeffrey Scaperrotta (Richard "Dickie" Stabler), Joanna Merlin (Giudice Lena Petrovsky), Rob Campbell (Harold Moore), Shana Dowdeswell (Nikki Sherman). 

## Terapie particolari
- Titolo originale: Users
- Diretto da: Peter Leto
- Scritto da: Judith McCreary

### Trama
La squadra indaga sul padre di un'adolescente assassinata, la cui foto della scena del crimine diventa virale sul web, inizialmente sospettano del portiere dell'albergo dove è avvenuto il delitto, che confessa solo di aver fatto la foto prima di chiamare il 911, ma credono di aver trovato un sospetto più probabile quando parlano con Martin Gold, il terapeuta della ragazza. La giovane è stata talmente plagiata dal medico al punto di aver messo un annuncio online per rimorchiare un uomo che fosse un surrogato del padre, come da lui suggerito, registrandosi a nome di Gold anche in albergo. Il caso diventa più frustrante poiché gli alibi escludono i sospetti e uno strano evento all'obitorio li manda in una direzione diversa. Vengono fermati due sospetti, ma entrambi si sentono male durante l'interrogatorio. Tra i ragazzi seguiti dal terapeuta un caso in particolare viene preso a cuore dal Dr. George Huang, ovvero quello di un ragazzo che da tempo è dipendente dalla droga e presolo a cuore rischia la sua carriera pur di aiutarlo dal punto di vista medico. George decide di aiutare il ragazzo che è stato testimone degli abusi e degli stupri commessi da Gold ma per aiutarlo a disintossicarsi definitivamente dalla droga decide di usare un particolare metodo di disintossicazione ovvero L'ibogaina un particolare farmaco che se usato sopprime completamente il desiderio di droga nel giro di 24 ore. George fatto somministrare il farmaco da dottore suo amico cura il ragazzo e lo libera dalla dipendenza e successivamente con un espediente la squadra arresta il criminale una volta per tutte.
- Guest star: James Frain (Martin Gold), Ryan Kelley (Enzo Cook), Maddie Corman (Terri Dunne), Joel de la Fuente (Tenente Ruben Morales).

## Perversioni
- Titolo originale: Perverted
- Diretto da: David Platt
- Scritto da: Dawn DeNoon

### Trama
Un motociclista appartenente ad una nota banda newyorkese, i Death Knights, viene trovato morto a Central Park legato ad un albero, ed evirato, dopo essere stato investito altrove. Le prime indagini portano alla luce che la banda è specializzata in pestaggi e prostituzione ed ha filmato un'orgia di gruppo con una delle ragazze mentre era incosciente. Stabler ritrova Starla, la ragazza del video, che però nega sia stato uno stupro e che era consenziente. Successivamente si scopre che la macchina di Olivia corrisponde al modello di auto usato nel crimine, ed ha effettivamente un danno nel frontale. Successivamente anche Il DNA collega Olivia all'omicidio del motociclista a Central Park, sul coltello dell'omicidio c'è infatti il suo sangue, anche se la detective si trovava a casa malata durante l'omicidio. Con Munch e Fin assegnati alle indagini e le prove che continuano a crescere contro Benson, Elliot Stabler inizia la sua indagine, convinto che qualcuno voglia incastrarla, determinato a provare la sua innocenza e a salvarle la carriera. Nel frattempo gli Affari Interni decidono di agire e la fanno arrestare da Ed Tucker. Durante l'interrogatorio preliminare Olivia si mette a nudo pur di dimostrare la sua innocenza. Mentre nel processo Benson ormai sta per essere incriminata viene fuori una nuova pista su un ex compagno di cella del motociclista.
- Guest star: Robert John Burke (Tenente Ed Tucker), Tom Pelphrey (T-Bone), Emma Myles (Starla).
- Citazioni: "O sto invecchiando o le porte oggi le fanno di acciaio!" (Detective Stabler).
- Citazioni: "Lei sta interrogandomi per omicidio o vuole iscrivermi al club dei cuori solitari?" (Olivia Benson rivolta ad Ed Tucker).
- Curiosità: Benson e Tucker avranno effettivamente una relazione romantica a partire dalla diciassettesima stagione.

## Razzismo
- Titolo originale: Anchor
- Diretto da: Jonathan Kaplan
- Scritto da: Amanda Green e Daniel Truly

### Trama
Ruby Brown, una bambina nera di dodici anni viene ritrovata morta e strangolata in una zona frequentata da prostitute, proprio da una di loro, Audrina, che è una vecchia amica di Fin Tutuola. Melinda Warner riconosce il tipo di catena, usato in un altro omicidio di Magda Ibanez, una bambina ispanica avvenuto poco tempo prima. Da alcune testimonianze Tutuola ferma un sospetto che vive nel Bronx, fa il fattorino, va dietro alle bambine ed ha una catena identica a quella degli omicidi. Ma mentre è in custodia avviene un terzo omicidio, Scotty Wu, sempre un bambino, ma stavolta cinese, strangolato da una catena. L'indagine di Fin sulla morte delle tre ragazzine lo porta nel mondo dell'immigrazione, ed in particolare del fenomeno dei cosiddetti "bambini ancora" cioè bambini nati da una madre senza cittadinanza, usati per far entrare i clandestini negli Stati Uniti. Nella storia paiono essere coinvolti anche Gordon Garrison, un conduttore di talk show radiofonici che alimenta l'odio razziale, ed ha fomentato un impiegato xenofobo di un particolare Centro Servizi che ha accesso ai dati personali dei bambini. L'avvocato difensore punta tutto sul fatto che l'assassino sia stato plagiato dalle deliranti parole di Garrison.
- Guest star: Yaya DaCosta (Audrina), John Schuck (Supervisore Capo Muldrew), Bruce McGill (Gordon Garrison), Larroquette (Avvocato difensore Randall Carver).
- Citazioni: "A Villa Xenofobia tutto bene!" (Detective Munch).

## Contagio
- Titolo originale: Quickie
- Diretto da: David Platt
- Scritto da: Ken Storer

### Trama
I residenti di un palazzo sentono le grida di una ragazza ma nessuno ha il coraggio di intervenire e la mattina dopo viene trovata morta. La sua patente è falsa, Vanessa Easton non esiste, ma dagli archi informatici della polizia si risale al suo nome, si tratta di una persona scomparsa di nome Anna McWilliams, ed ha 17 anni. Le indagini sull'omicidio della diciassettenne evidenzia che fosse sessualmente attiva e molto promiscua, con diversi partner a settimana. I sospetti inizialmente puntano all'ex fidanzato, che però sembra innocente, e fornisce un dato interessante, grazie al fatto di aver sbirciato di nascosto il cellulare di Anna. L'unico indizio degli investigatori è AnonymousQuickie.com un sito web creato per incontri casuali e anonimi, basati sulla localizzazione GPS, che Anna frequentava assiduamente. Indagando sul sito la pista porta ad un utente di nome Big Peter, che si vanta di aver avuto migliaia di partner sessuali. Adescato da Benson l'uomo non rifiuta il prelievo del DNA, Peter Butler è infatti innocente per l'omicidio, ed Anna ha incontrato un altro uomo casuale la stessa notte, che l'ha uccisa. Melinda Warner intanto fa una scoperta sconcertante, Anna è stata infettata proprio da lui e una delle vecchie partner sessuali di Butler, Rebecca Ellison, risulta anche lei infettata. La storia esce fuori e finisce sui giornali, inizia quindi una caccia all'uomo, con centinaia di donne contagiate con l'HIV che chiedono giustizia. Durante il processo Rebecca Ellison, che ha sviluppato l'AIDS, decide di farsi giustizia da sola, complicando il processo e mettendo in difficoltà Alexandra Cabot.
- Guest star: Brian Geraghty (Peter Butler), Mattie Hawkinson (Rebecca Ellison), Monique Gabriela Curnen (Avvocatessa Owens), Joel de la Fuente (Tenente Ruben Morales), Jack Larson (Nonno Dewey Butler).
- Curiosità: gli sceneggiatori hanno citato nell'episodio un sito fittizio, ma Anonymous Quickie è derivato da un fatto reale, si tratta infatti della seconda ricerca per popolarità nell'anno precedente sul motore di ricerca Google.

## Ombra
- Titolo originale: Shadow
- Diretto da: Amy Redford
- Scritto da: Amanda Green

### Trama
Quando una coppia anziana, ricca, potente e con legami politici viene trovata assassinata nella propria camera da letto, i detective Olivia Benson ed Elliot Stabler decidono di parlare con la figlia della coppia defunta, Anne, per avere ulteriori informazioni. Dopo aver ascoltato il resoconto di Anne di un uomo malvagio che l'ha seguita, gli investigatori scoprono presto che il presunto stalker di Anne non è altro che il detective Ash Ramsey della divisione speciale frodi. Convinta che Anne abbia ucciso i suoi genitori per i loro soldi, Ramsey diventa sospettoso del manager di Anne ed è portato a credere che l'abbia aiutata a rubare soldi dalla fondazione che gestisce. Quando entrano in gioco il ricatto e l'appropriazione indebita, gli investigatori scoprono che le loro vite potrebbero essere a rischio per una ragazza con seri problemi con i genitori ed organizzano un finto attentato per spingerla a confessare. 
- Special guest star: Sarah Paulson (Anne Gillette), Naveen Andrews (Detective Ash Ramsey), John Schuck (Supervisore Capo Muldrew).

- Curiosità: una scena di questo episodio viene fatta vedere nel film 2 gran figli di...
- Curiosità: Sarah Paulson torna a recitare in un episodio del franchise nel 2010, dopo aver debuttato come attrice proprio nella serie madre Law & Order - I due volti della giustizia nel 1994, prima di diventare celebre.

## Il tatuaggio

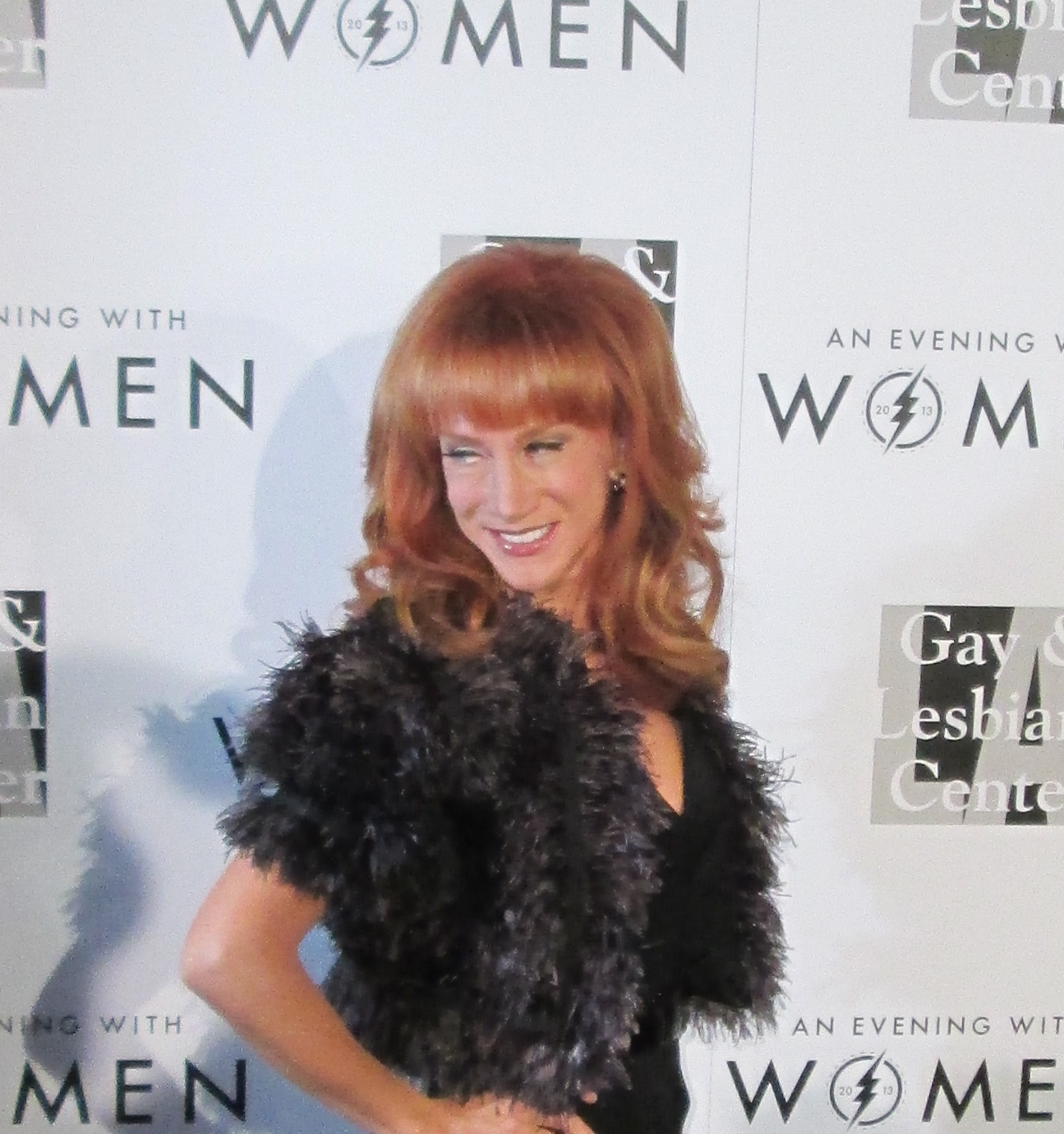
Kathy Griffin, la special guest star di questo episodio

- Titolo originale: P.C
- Diretto da: Juan José Campanella
- Scritto da: Daniel Truly

### Trama
I detective Olivia Benson ed Elliot Stabler trovano una donna ferita al collo e quasi morta. La donna muore prima che raggiungano l'ospedale e presto le indagini li portano da Trey "Vampiro" Greenway, frontman di una band death metal composta in realtà solo da lui. Il cantante morde le ragazze, ruba il sangue dalla banca del sangue locale e canta di violenza sulle donne, tutto in nome del suo strano stile di vita da vampiro. Il cantante afferma di essere estraneo al delitto e presto viene coinvolto LesBeStrong, un gruppo per i diritti delle lesbiche, guidato da Babs Duffy. Secondo il gruppo la morte della vittima, Alyssa, una ragazza lesbica che frequentava il loro gruppo, è stata il risultato dell'abbandono della polizia. La squadra pensa che in qualche modo sia coinvolto un altro gruppo di lesbiche che però usano metodi più violenti, Sharon Harris, che ha anche preso a pugni Stabler quando l'agente le ha rivolto delle domande durante le indagini. Tuttavia quando più donne del gruppo di Babs vengono attaccate, diventa chiaro che il caso della vittima non è stato un incidente isolato e che qualcuno là fuori ha un piano più elaborato in mente. 
- Guest star: Kathy Griffin (Babs Duffy), Sutton Foster (Rosemary), Kate Udall (Sharon Harris), Bryce Ryness (Trey "Vampiro" Greenway).
- Citazioni: "Ci sono più candele qui che in una chiesa!" (Olivia Benson)

## Il salvatore
- Titolo originale: Savior
- Diretto da: Peter Leto
- Scritto da: Mick Betancourt

### Trama
Abby Mannon, una giovane prostituta, viene viene trovata uccisa con un santino di preghiera di un arcangelo scritto a mano ed attaccati al suo corpo. Al distretto, però, si scopre che non è la sola, perché in precedenza è stata rinvenuta nelle stesse condizioni anche Maggie Ortiz, con lo stesso santino. Due prostitute uccise in due settimane con lo stesso modus operandi. I detective Olivia Benson ed Elliot Stabler indagano per trovare il filo conduttore. Tuttavia, proprio quando pensano di aver trovato l'assassino, grazie al DNA, il capitano Donald Cragen informa gli investigatori che un'altra vittima nota come "Sunshine" di nome è stata trovata, stavolta sopravvissuta, con un santino di preghiera identico in mano. Dalle indagini la squadra scopre che si chiama Gladys e rintracciano il suo appartamento. Grazie ad un identikit fornito da una delle prostitute di nascosto, la squadra rintraccia il sospettato, Billy Skags, un pastore che guida una Buick rossa, come detto dalla ragazza. Mentre il caso si sviluppa, Benson si ritrova emotivamente coinvolta fino a quando non è costretta a prendere una decisione che non è pronta ad affrontare.
- Guest star: Mischa Barton (Gladys 'Sunshine' Dalton), Amir Arison (Dottor Manning), Joanna P. Adler (Sarah Gallagher), David Alan Basche (Michael Gallagher), Lee Tergesen (Pastore Billy Skags), Delaney Williams (Avvocato Difensore John Buchanan).
- Curiosità: David Alan Basche è un veterano del franchise, ha interpretato sei ruoli minori in tre diverse serie, ed è sposato con un'altra nota guest star di Law & Order, Alysia Reiner, che è comparsa in sette episodi divisi tra tre serie.

## Riservatezza
- Titolo originale: Confidential
- Diretto da: Peter Leto
- Scritto da: Jonathan Greene

### Trama
Una strana scena ripresa dalle telecamere vede una donna trascinata nel bagno del 58º piano di un palazzo commerciale fa pensare ad uno stupro, ma una perquisizione trova solo una coppietta clandestina nascosta. Benson e Stabler indagano quindi sulla scomparsa della donna, che si chiama Renee Simmons, e che alla fine viene trovata morta. L'edificio è di proprietà di un banchiere di alto potere e molto protetto, e subito sopravviene il ricordo di Munch di un crimine risalente al 1987, riguardante Nancy Pierce, stranamente simile a quello attuale. Daniel Hardy, l'uomo condannato per l'omicidio, si trova in carcere, ma è stato accusato con prove poco attendibili, forse per errore. Il primo caso di stupro, legato a quello attuale, risale infatti all'epoca in cui non esistevano i test del DNA. Le indagini portano all'amministratore delegato Richard Morgan, che lavorava già nel palazzo nel 1987, e che si scopre aver truffato per anni centinaia di investitori. Uno dei truffati decide di farsi giustizia da solo. L'attenzione si sposta quindi sulla potenziale liberazione di un uomo innocente, e potrebbe essere necessario lo stesso procuratore distrettuale per arrivare alla verità. L'avvocatessa coinvolta, per svelare quello che sa, dovrebbe però violare il vincolo di riservatezza.
- Guest star: Lena Olin (Avvocatessa della Difesa Ingrid Block), Richard Burgi (Richard Morgan), Yul Vazquez (Daniel Hardy).

## Testimone
- Titolo originale: Witness
- Diretto da: David Platt
- Scritto da: Dick Wolf, Dawn DeNoon e Christine M. Torres

### Trama
Subito dopo che una giovane ragazza è stata violentata nella tromba delle scale del suo condominio, i detective Olivia Benson ed Elliot Stabler incontrano Laine McAlister in ospedale e la trovano estremamente scossa con un grosso taglio sulla mano. Dopo uno spiacevole scambio con un uomo che lei sostiene essere il suo ragazzo, gli investigatori sospettano che possa aver inventato il suo stupro per attirare l'attenzione. Accertamenti medici confermano che Laine soffre di DIP, un disturbo istrionico della personalità. I loro sospetti crescono quando lei aspetta di rivelare che c'era una testimone oculare. Con l'intensificarsi della gravità della situazione, Benson e Stabler si trovano in una corsa per rintracciarla ed ottenere una testimonianza prima che sia troppo tardi. Nel frattempo viene identificato Bryce Kelton, lo stupratore, e viene processato. Laine veste in maniera troppo sexy, con una canottiera rosso fuoco, reggiseno a vista e minigonna, outfit decisamente poco adatto per un processo di stupro, e viene rimproverata da Cabot. Ma la ragazza ha anche contratto una infezione grave on ospedale e sviene durante il processo, morendo poco dopo. Cabot fa in tempo a registrare in video la sua denuncia, ma la situazione si complica, poiché Nardalee Ula, la testimone oculare, viene sequestrata dall'ufficio immigrazione per essere scappata illegalmente dal Congo, anche lei per uno stupro subito in patria, e costretta a sposare un terrorista.
- Guest star: Diora Baird (Lainie McAlister), Eric Lange (Bryce Kelton), Saidah Arrika Ekulona (Nardalee Ula), William H. Burns (Agente Sanchez).

- Nota: Le persone con DIP, disturbo istrionico di personalità, hanno emozioni intense e instabili e un'immagine di sé distorta. Hanno un desiderio travolgente di farsi notare e spesso si comportano in modo drammatico o inappropriato per attirare l'attenzione. La parola istrionico significa “drammatico o teatrale”.

## Disabile
- Titolo originale: Disabled
- Diretto da: Paul Black
- Scritto da: Judith McCreary

### Trama
I detective Olivia Benson ed Elliot Stabler sono chiamati a indagare quando una donna disabile, Cara Raleigh, viene picchiata, violentata e trovata per terra dai responsabili del pulmino comunale. Sebbene le condizioni della vittima l'abbiano resa incapace di parlare, ella è infatti una ex celebre cantante lirica che ha subito un danno cerebrale, gli investigatori deducono presto che qualcuno a lei vicino è il colpevole degli abusi. I principali sospetti che sono sua sorella Janice, risentita contro l'invalida, e il suo nipote tormentato, Damien Woods. Lui e Tony Griegs, l'autista del bus, sono in cima alla lista sospettati per lo stupro, perché gli unici con una corporatura robusta in grado di sollevare la donna dal letto. Indagando sul caso i detective scoprono un giro di telecamere nascoste da un impiegato della ditta assistenziale, per ricattare i disabili quando vede cose compromettenti. Mentre l'indagine prosegue, Benson e Stabler si sforzano di mettere Cara a proprio agio per difendere se stessa e rivelare verità inquietanti sul business dell'assistenza ai disabili.
- Guest star: Amir Arison (Dr. Manning), Jeri Ryan (Avvocatessa Patrice LaRue), Lisa Arrindell Anderson (Cara Raleigh), Jill Scott (Janice Raleigh), Quinton Aaron (Damien Woods), Ralph Byers (Tony Griegs).
- Citazioni: "io non so cantare, ma lei adesso non può nemmeno parlare!" (Janice Raleigh)
- Curiosità: Janice dice di non saper cantare, ma in realtà Jill Scott l'attrice che interpreta il personaggio è una celebre cantante Jazz.

## Buonanotte
- Titolo originale: Bedtime
- Diretto da: Helen Shaver
- Scritto da: Neal Baer (sceneggiatura), Daniel Truly (sceneggiatura) e Charley Davis (soggetto)

### Trama
Jane Withmore, una giornalista investigativa, viene trovata violentata e uccisa nel suo stesso letto, trascinato sulle scale antincendio, con le mani legate ed una X incisa sulla guancia. Cragen riesce a collegare questo caso particolare ad altri cinque omicidi avvenuti trent'anni prima, nella metà degli anni settanta, tra il 1973 ed il 1976, commessi nel Bronx da un serial killer detto "Il macellaio della buonanotte". Francine, la coinquilina di Jane, che stava indagando su un caso di droga, segnala il nome di Ned Bogden, un ispettore comunale di vecchia data, che potrebbe avere qualcosa da nascondere. Per scoprire la verità dietro i crimini, Benson va sotto copertura per trovare il vero assassino, da cui si era recata anche la giornalista. Una delle vittime, però, da ulteriori indagini, è stata uccisa da una donna. L'Unità vittime speciali ha come sospettate principali tre signore anziane, legate ad un televenditore noto come "il re dei materassi", che nascondono un bizzarro passato.
- Guest Star: Ann-Margret (Rita Wills), Jaclyn Smith (Susan Delzio) e Susan Anton (Jenny Coswold), William Atherton (Ned Bogden), Nicole Nelson (Jane Whitmore).

## Plagiato
- Titolo originale: Conned
- Diretto da: David Platt
- Scritto da: Ken Storer

### Trama
Un corpo senza vita viene ritrovato in un hotel, completamente carbonizzato, mentre si sta festeggiando un matrimonio. Andrew Hingham, l'uomo scomparso, era stato allonantato però dalla cerimonia. Dalle prime indagini emerge che si trattava di un gigolò sedicenne e che è andato a letto con un cliente, rubandogli però un Rolex dal valore di 25.000 dollari. Dalle indagini sul personale dell'hotel esce fuori che Julio Martinez, un cameriere, ha sottratto l'orologio e 200 dollari alla vittima. A casa della madre di Andrew però succede qualcosa di inaspettato, il presunto cadavere è in realtà vivo e vegeto e fa una chiamata via Skype, proprio mentre sono presenti Benson e Stabler. Si scopre che Andrew era in cura da una psichiatra, la dottoressa Fran Stanton. Le indagini si complicano perché gli invitati al matrimonio confermano la presenza della vittima in vita durante la cerimonia, ma non la riconoscono, mentre gli investigatori incappano in un caso di scambio d'identità. Tutuola resta sconvolto quando scopre che Andrew, rintracciato tramite indagini informatiche dalla chiamata, si trovava in casa di suo figlio Ken Randall. In seguito anche la psichiatra di Andrew viene coinvolta, perché nasconde un segreto inconfessabile.
- Guest star: John Magaro (Andrew Hingham), Kristin Griffith (Joyce Hingham), Ally Walker (Dottoressa Fran Stanton), Ernest Waddell (Ken Randall), Joel de la Fuente (Tenente Ruben Morales).

- Curiosità: John Magaro ha iniziato a recitare con due partecipazioni al franchise di Law & Order, a partire dal 2006 in Conviction, l''anno successivo nella serie madre Law & Order - I due volti della giustizia, riapparendo poi due volte anche in Law & Order - Unità vittime speciali nel 2010 e nel 2015.

## Carne da macello
- Titolo originale: Beef
- Diretto da: Peter Leto
- Scritto da: Lisa Loomer

### Trama
Dopo che Laura Santiago, una giovane donna attivista vegana è stata violentata e uccisa, i detective Olivia Benson ed Elliot Stabler rintracciano il fidanzato della donna, Jan Eyck, il loro primo sospettato, ma scoprono che anche lui è un vegano devoto che non farebbe del male a una mosca. Successivamente risultano due diversi DNA sul cadavere, e quindi Laura aveva un secondo uomo, come amante segreto. Durante le indagini salta fuori che una delle persone sentite dalla squadra si è ammalata per aver mangiato un hamburger contaminato da batteri. Presto i detective scoprono che la vittima era stata profondamente coinvolta nella lotta per esporre pratiche discutibili nell'industria del confezionamento della carne, andando in una grande azienda per scoprire la verità. Benson va lei stessa sotto copertura per ripercorrere le orme della donna ed identificare chi avrebbe voluto fare del male alla vittima. Viene fuori il movente dell'omicidio, un documentario in cui si denuncia la pessima gestione igienica dello stabilimento girato dalla ragazza.
- Guest star: Aaron Tveit (Jan Eyck), Joel de la Fuente (Tenente Ruben Morales), Jabari Gray (Detective C.S.U. Keegan Timmons), Lynn Cohen (Rosa Doletti).
- Curiosità: Lynn Cohen era già comparsa numerose volte nella serie madre Law & Order nel ruolo del giudice Elizabeth Mizener.

## Incendio
- Titolo originale: Torch
- Diretto da: Peter Leto
- Scritto da: Amanda Green e Mick Betancourt

### Trama
L'Unità vittime speciali conosce la nuova viceprocuratrice distrettuale che sostituisce Alex Cabot, una ex poliziotta ed ex collega e partner di Stabler al NYPD, di nome Josephine Marlowe, che li aiuterà a risolvere un caso molto particolare: un misterioso piromane che ogni giorno appicca incendi. Nel rogo sono morte due bambine, ed il padre, Frank Sullivan, è uno dei sospettati, visto che nella casa è stato trovato un accelerante. In seguito viene fermato anche un ragazzo, Michael Parisi (alias Faccia di Pizza) che pare legato agli incendi ma non alle molestie delle ragazzine, lasciando il padre come maggior sospettato. L'uomo però si proclama innocente e tenta il suicidio durante un interrogatorio. Fondamentale per scoprire la verità l'aiuto del dottor Iggy Drexel, un esperto perito di dinamiche degli incendi dolosi.
- Special Guest Star: Sharon Stone (Josephine Marlowe), Kevin Anderson (Frank Sullivan), Brad Dourif (Dr. Iggy Drexel), Sam Waterston (procuratore distrettuale di Manhattan Jack McCoy).
- Curiosità: L'attrice Sharon Stone era stata scelta per un ruolo chiave nel cast della serie, ma ha deciso di non rinnovare il contratto per la stagione successiva, perché non a suo agio nel personaggio, e finendo per comparire in soli quattro episodi.

## Mercanti di bambini
- Titolo originale: Ace
- Diretto da: David Platt
- Scritto da: Jonathan Greene

### Trama
Quando una donna incinta viene violentata, i detective Olivia Benson ed Elliot Stabler arrivano in ospedale e scoprono che è scomparsa. Anche quando qualcuno viene arrestato per un reato simile, la viceprocuratrice distrettuale Jo Marlowe dice che non ha un caso in tribunale a meno che non trovino la vittima e ottengano una sua dichiarazione. Durante la ricerca, Benson e Stabler collegano la vittima a un'operazione di adozione illegale e scoprono un vasto giro di traffico di bambini, gestito da un boss criminale bulgaro. Quando la donna che ospitava le madri incinte viene trovata morta, Benson e Stabler vanno sotto copertura come genitori sterili, mentre l'avvocato Marlowe si scontra con Cragen sui metodi per proteggere la donna rapita e il suo bambino appena nato. Le cose si complicano nel processo quando al ginecologo coinvolto viene assegnato lo stesso avvocato della mafia bulgara che lo aveva usato per avere accesso alle donne incinte. Si rende conto che se testimonia sinceramente verrà ucciso, quindi viene organizzato un consiglio segreto.
- Guest Star: Sharon Stone (Jo Marlowe), Hanna-Liina Võsa (Sophia Zorav), Pasha D. Lychnikoff (Anton Petrov), Gordana Rashovich (Lili Denkova), David Paymer (Dottor Stephen Elroy).

## L'aspirante
- Titolo originale: Wannabe
- Diretto da: David Platt
- Scritto da: Dawn DeNoon

### Trama
Mentre un uomo mostra ai clienti i prodotti del suo negozio di elettronica, compaiono dei genitali maschili sui maxischermi, con una voglia a forma di Florida. Successivamente si scopre che qualcuno che corrisponde alla sua descrizione ha recentemente violentato tre ragazzine. Il capitano Donald Cragen orchestra un piano per catturare lo stupratore e l'agente Brad Fletcher, un poliziotto giovanissimo ed inesperto effettua l'arresto. I detective Olivia Benson ed Elliot Stabler confermano di aver trovato il loro uomo, ma dopo che il viceprocuratore distrettuale Jo Marlowe ha espresso alcuni dubbi, si scopre presto che il cosiddetto novellino potrebbe avere i suoi segreti. Nessuno al 27º distretto, dove ha dichiarato di prestare servizio, pare infatti conoscerlo, e i detective iniziano a sospettare che non sia un vero poliziotto. L'arresto è quindi stato effettuato in maniera impropria, e l'avvocatessa della difesa Miranda Pond si appiglia a questo per difendere l'accusato. Indagando sulla vita privata di Wayne, lo stupratore, riconosciuto da tutte e tre le ragazzine, si scopre che nelle azioni è in qualche modo coinvolto il padre Travis. 
- Guest Star: Sharon Stone (Jo Marlowe), Alex Kingston (avvocatessa Miranda Pond), Graham Davie (Brad Fletcher), Raymond J. Barry (Travis Hankett).

## Figlio conteso
- Titolo originale: Shattered
- Diretto da: Peter Leto
- Scritto da: Amanda Green e Daniel Truly

### Trama
Quando un bambino di otto anni di nome Nicholas Olsen viene rapito in una strada cittadina, i detective Olivia Benson ed Elliot Stabler sono chiamati a indagare. Presto scoprono che il suo padre biologico, Paul, è il genitore affidatario legale e dovrebbe stare con lui. La madre del ragazzo, Sophie Gerard, è cittadina francese e vorrebbe vivere all'estero con il bambino, per cui ha organizzato il rapimento e procurato un passaporto falso francese. La donna inoltre ha precedenti per aver oltrepassato i propri limiti in violazione delle ordinanze del tribunale. La squadra si mette sulle tracce del rapitore su commissione, ma durante l'inseguimento sia lui che il bambino perdono la vita per un incidente stradale. La madre, delusa e addolorata, sconvolta dal rapimento fallito che ha provocato la morte del figlio che stava cercando di portare via a suo padre, vedendone il cadavere perde la testa, ruba una pistola d'ordinanza, spara alla dottoressa Warner e sequestra degli ostaggi all'obitorio. La situazione diventa davvero tesa ed i minuti sono contati. 
- Guest star: Sharon Stone (Jo Marlowe) e Isabelle Huppert (Sophie Gerard).